# イイデトリカブト
イイデトリカブト（学名：Aconitum iidemontanum）は、キンポウゲ科トリカブト属の疑似一年草。有毒植物。1999年新種記載の種。

## 特徴
地下の塊根は倒卵形で、長さ5-10cm、径1-3.5cmになる。茎は斜上して高さは120-200cmになる大型の種で、先端はやや垂れ、中部では3-10回ほど分枝して、枝は広い角度によく伸長する。根出葉は花時には枯れて存在しないことが多い。中部の茎葉の葉柄は長さ4-8cmになり、まばらに屈毛が生える。葉質は膜質からやや革質、葉身は腎円形で、長さ9-17cm、幅8-15cmになり、掌状に5-9中裂または浅裂し、基部から2.5-5cmまで切れ込む。裂片は倒卵形から菱形で、長さ2.5-6cm、幅6-9cm、先は鈍頭、基部はくさび形、切型または広心形になり、裂片はさらに羽状に欠刻し、欠刻片は卵形から広披針形で、幅5-10mmになる。
花期は8-9月。花は1花序に1-6個つき、総状花序は長さ4-18cmになり、上部から下部に向かって開花する。花柄は長さ3-6cmで、全面に開出毛が生え、上半分には腺毛が交じり、花柄の小苞は中部より下につき、狭披針形から線形で長さ3-5mmになる。花は青紫色、暗紫紅色または淡青紫色で、長さは3.5-4.5cmになる。花弁にみえるのは萼片で、上萼片1個、側萼片2個、下萼片2個の5個で構成される。かぶと状になる上萼片は円筒状円錐形になり、長さ19-27mm、幅15-19mm、高さ15-24mmで、外面に開出毛と腺毛がまばらに生え、前方の嘴は短く突き出る。側萼片は円形になり、長さ幅ともに14-16mm、下萼片は楕円形になり、長さ12-14mmになる。花弁は上萼片の中にかくれて見えないが、柄、舷部、蜜を分泌する距、唇部で構成される。1対あり、無毛で、柄は長さ13-16mmあってやや内曲し、舷部は長さ11-14mmあって距に向かってしだいに細くなり、距は細くて長く、360度近くに内曲し、唇部は卵形で、長さ2-4mmになり、基部近くは紫青色になり、先端は2浅裂し、強く反り返る。雄蕊は多数あり、開出毛が生えるかときに無毛、雌蕊は3-4個あり、無毛または斜上毛が密に生える。果実は楕円形で、長さ20-30mmの袋果になり、広角度に開き、残存花柱は長さ4-5mmになる。種子は三角錐状で、長さ4mmになる。染色体数2n=16の2倍体種である。 

## 分布と生育環境
日本固有種。東北地方南部の飯豊山地の山形県側と月山、朝日山地に分布し、温帯林から亜寒帯林の林縁、草地、渓流沿いに生育する。月山と朝日山地では、ガッサントリカブト Aconitum gassanense と同所的に生育する。

## 名前の由来
和名イイデトリカブトは、門田裕一 (1999) による命名。タイプ標本は、山形県西置賜郡小国町に所在する飯豊山地の門内岳、梶川尾根近くの水場で採集された。
種小名（種形容語）iidemontanum は、iide-montanum で、飯豊-山の・山地生の意で、「飯豊山の」の意味。門田裕一 (1999) によって、Aconitum iidemontanum Kadota, Y.Kita et K.Ueda と新種記載された。

## 種の保全状況評価
絶滅危惧IA類 (CR)（環境省レッドリスト）
（2020年、環境省）

都道府県のレッドデータ、レッドリストの選定状況は次の通り。
- 山形県（2013年）絶滅危惧IA類(CR) [6]

2020年2月には、絶滅のおそれのある野生動植物の種の保存に関する法律（平成4年法律第75号）による国内希少野生動植物種に指定された。環境大臣の許可を受けて学術研究等の目的で採取等をしようとする場合以外は、採取、損傷等は禁止されている。

## 分類
イイデトリカブトは、トリカブト属のうち、トリカブト亜属 Subgenus Aconitum、サンヨウブシ節（ツルカラフトブシ節とも）Section Flagellaria、サンヨウブシ列 Series Latifolia に分類される。サンヨウブシ列には、日本産の種としては本種の他、サンヨウブシ Aconitum sanyoense、ジョウシュウトリカブト A. tonense およびガッサントリカブト A. gassanense が属する。サンヨウブシ列の種は、温帯に分布し、葉身は膜質から草質で、腎円形となり5-7中裂から浅裂、ときに五角形となり3深裂する共通点をもつ。サンヨウブシとジョウシュウトリカブトは、花柄と上萼片は無毛となり、ガッサントリカブトの花柄と上萼片には屈毛が生えるが、本種には開出毛と腺毛が生える。ただし、同属で花柄と上萼片に同様の毛が生える他節の他の種、例えばウゼントリカブト A. okuyamae と比べれば、毛は明らかに短い。
本種は新種記載された1999年当時 は、発見された飯豊山地の山形県側でしか知られていなかった。門田裕一らが2002年8月に実施した月山での現地調査で、新種記載されたガッサントリカブトと同所的に生育する本種が見出され、月山は本種の第2の産地であると発表された。さらに同地では、本種とガッサントリカブトの自然交雑によって生じたと考えられる個体の存在が観察された。サンヨウブシ列に属する複数の種が同所的に生育し、かつ、両種由来の自然交雑種と考えられる個体が観察されたのは初めてであるという。

## ギャラリー

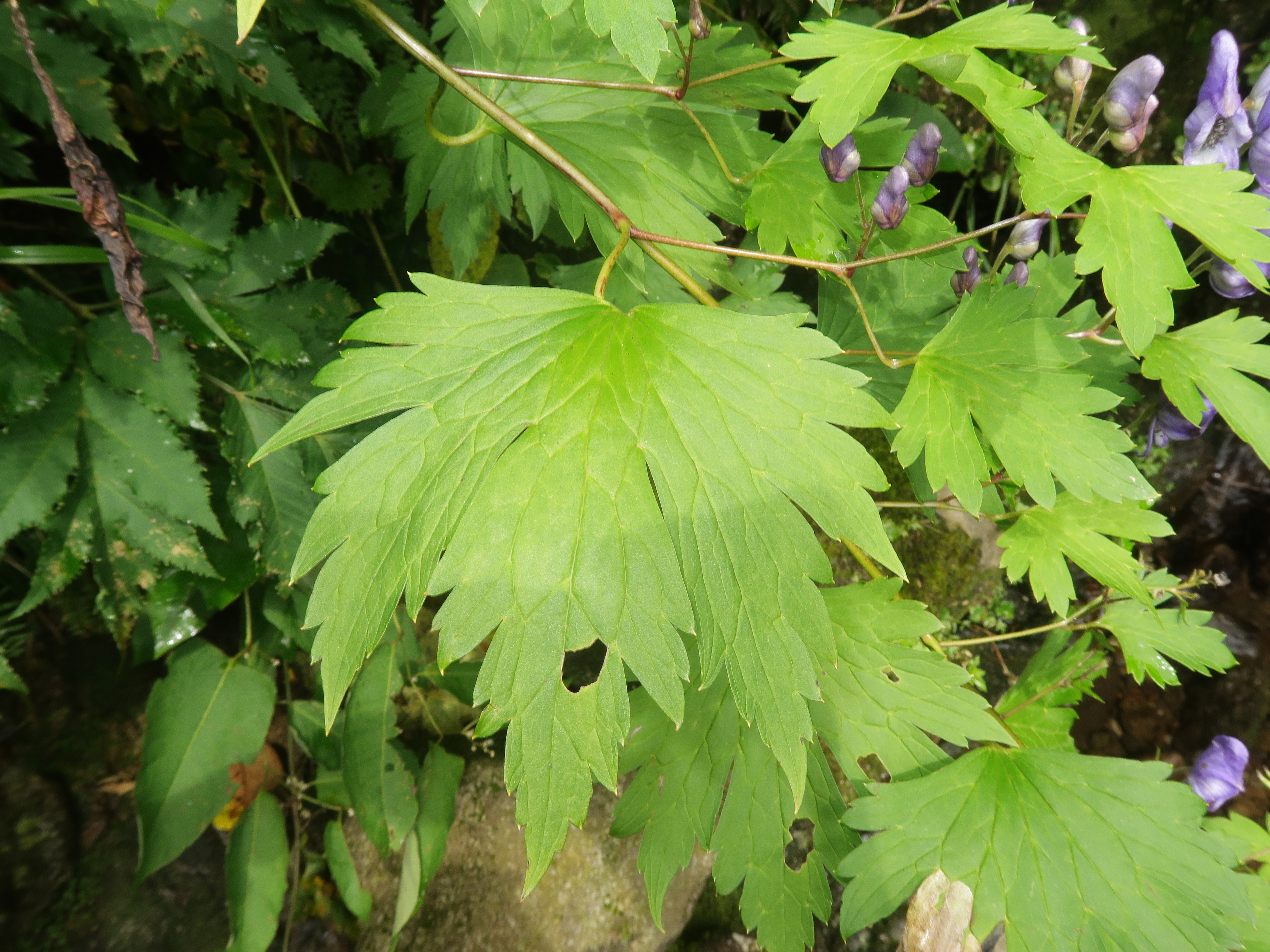
葉は腎円形で、掌状に5-9中裂または浅裂し、基部から2.5-5cmまで切れ込む。
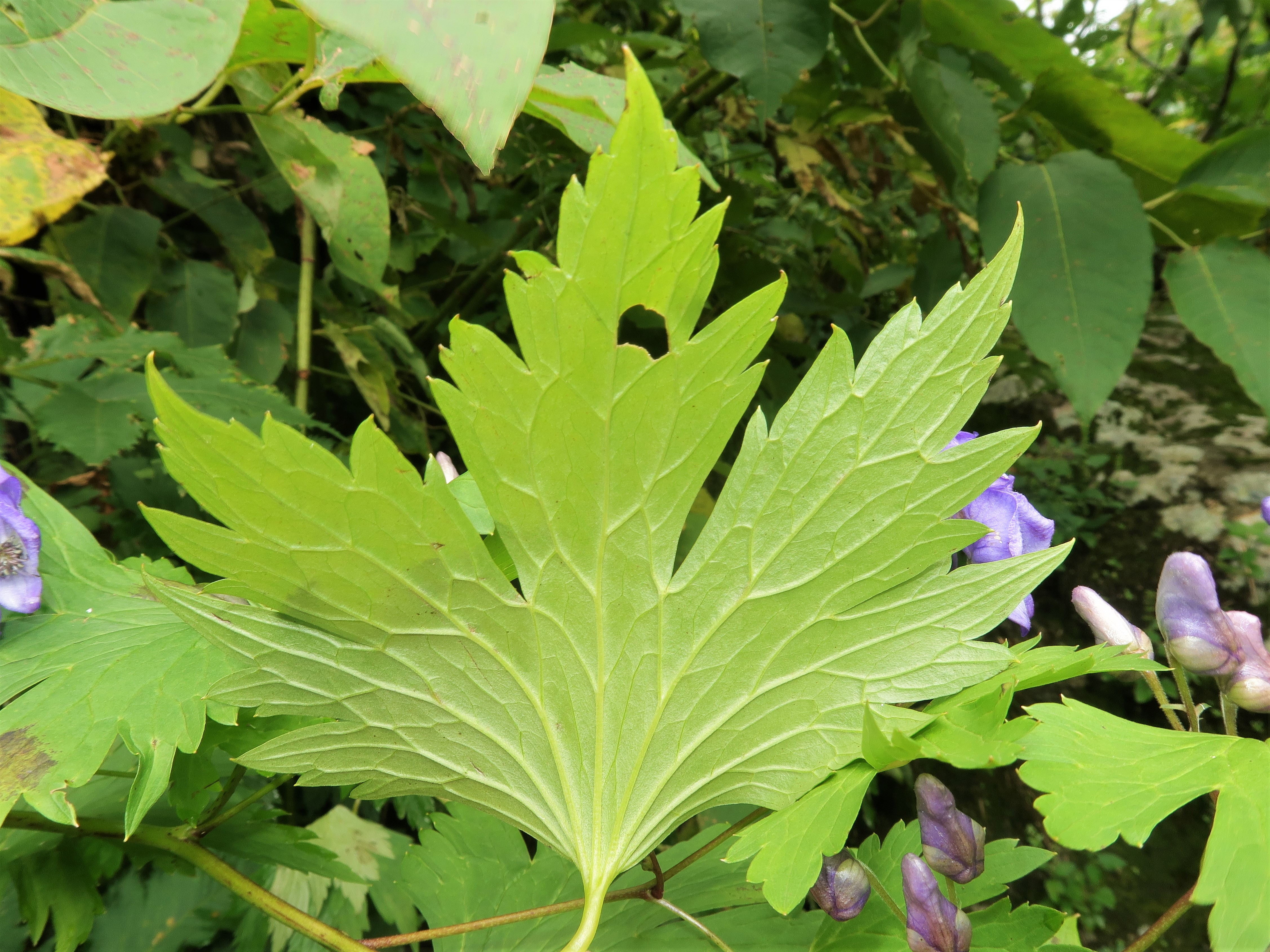
葉の裏面。
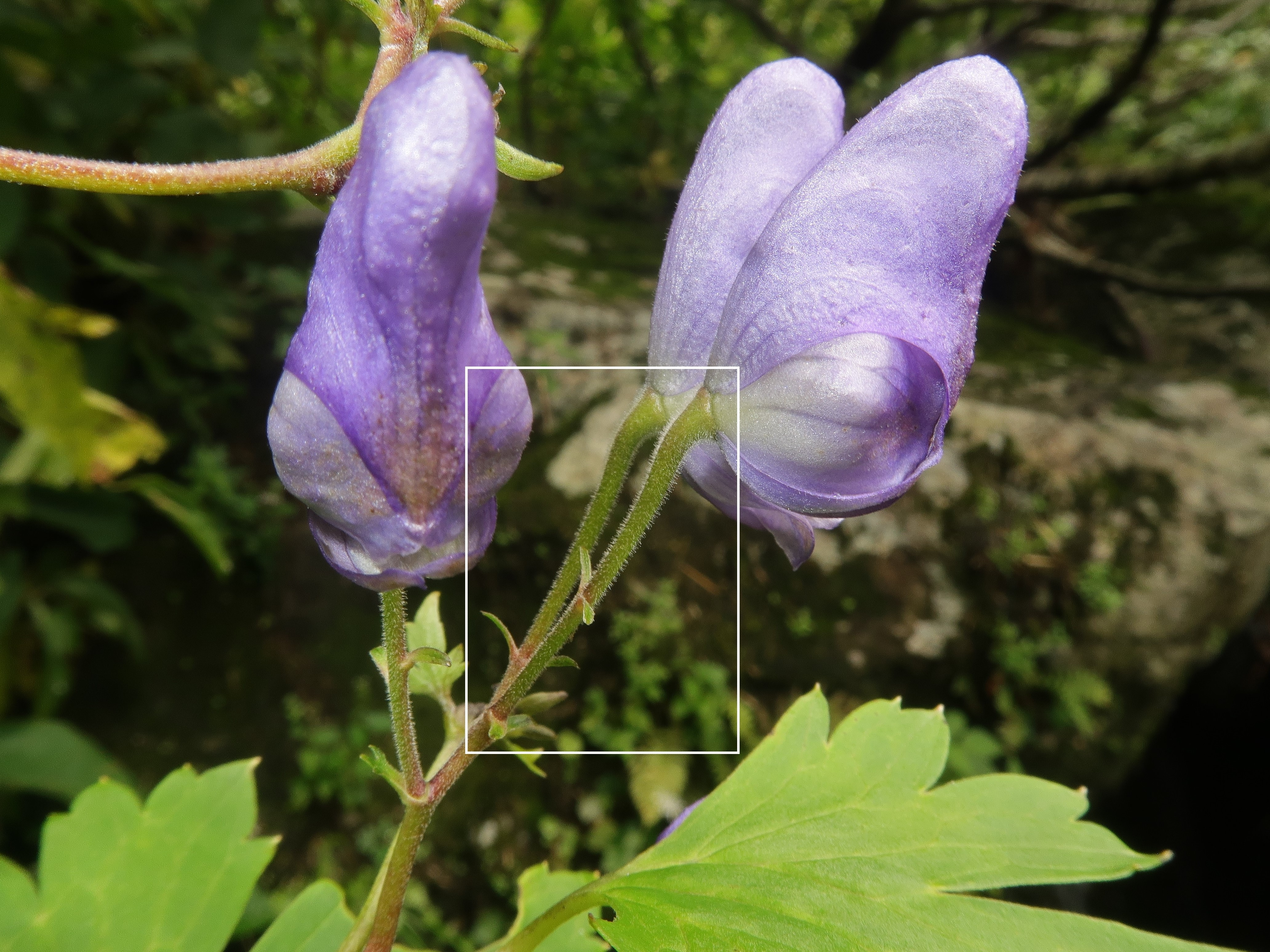
花は総状花序につき、1-6個つく。花柄の小苞は中部より下につき、狭披針形から線形になる。白色の四角形部分を右写真に拡大。
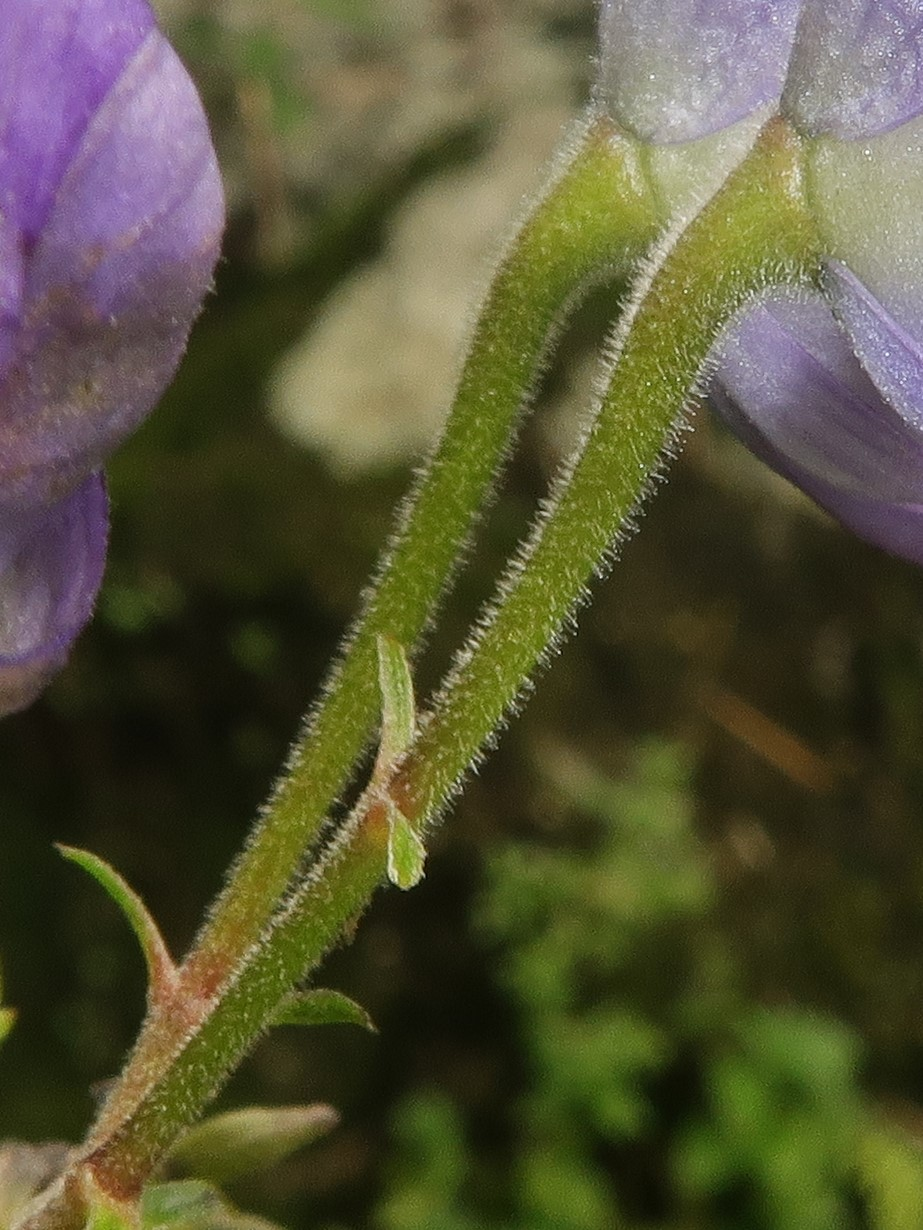
左の白色の四角形部分の拡大。花柄に開出毛が生え、上半分には腺毛が交じる。
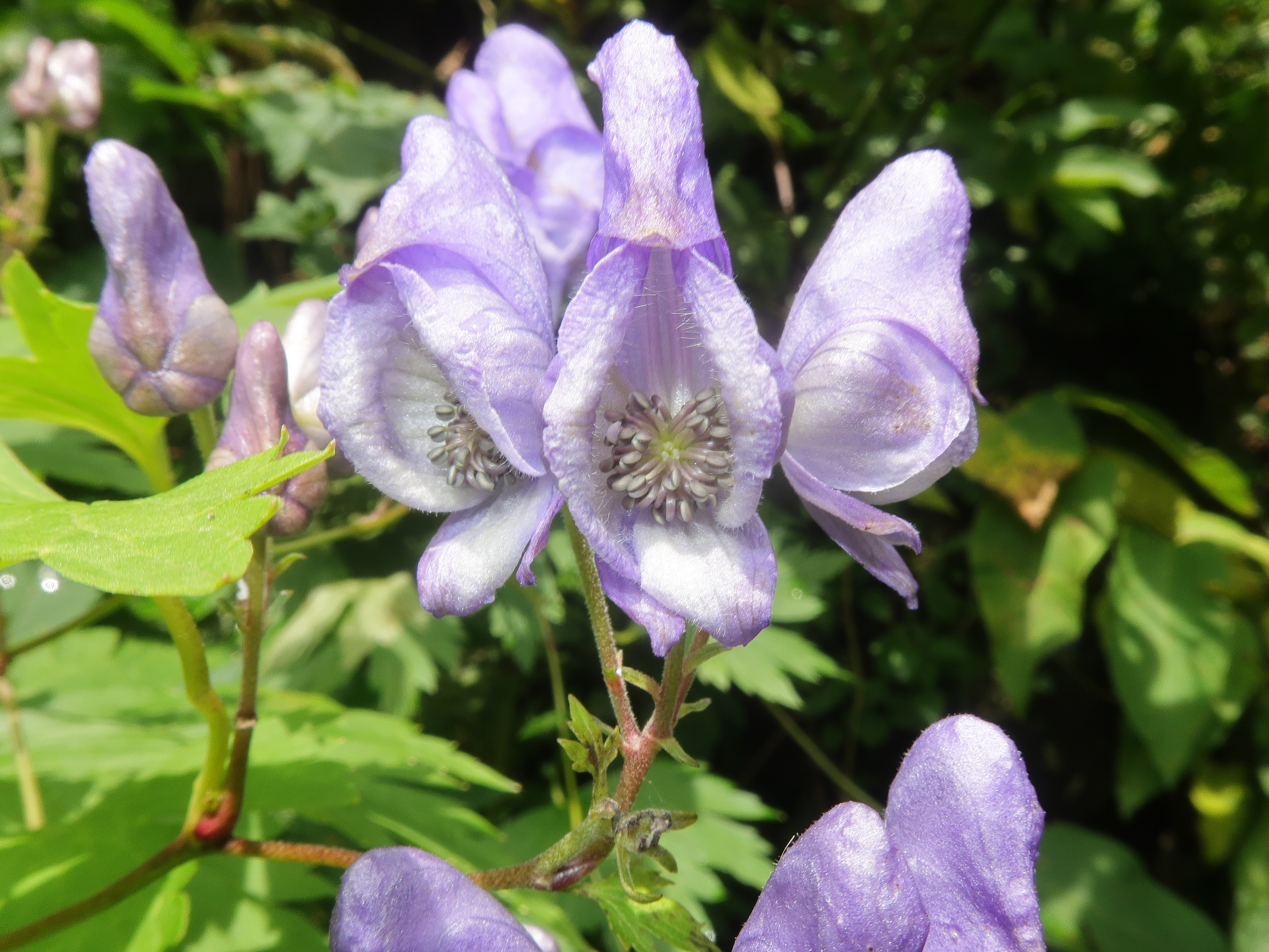
花弁にみえるのは萼片で、上萼片1個、側萼片2個、下萼片2個の5個で構成される。上萼片の前方の嘴は短く突き出る。側萼片の奥に花弁の柄部分が見える。
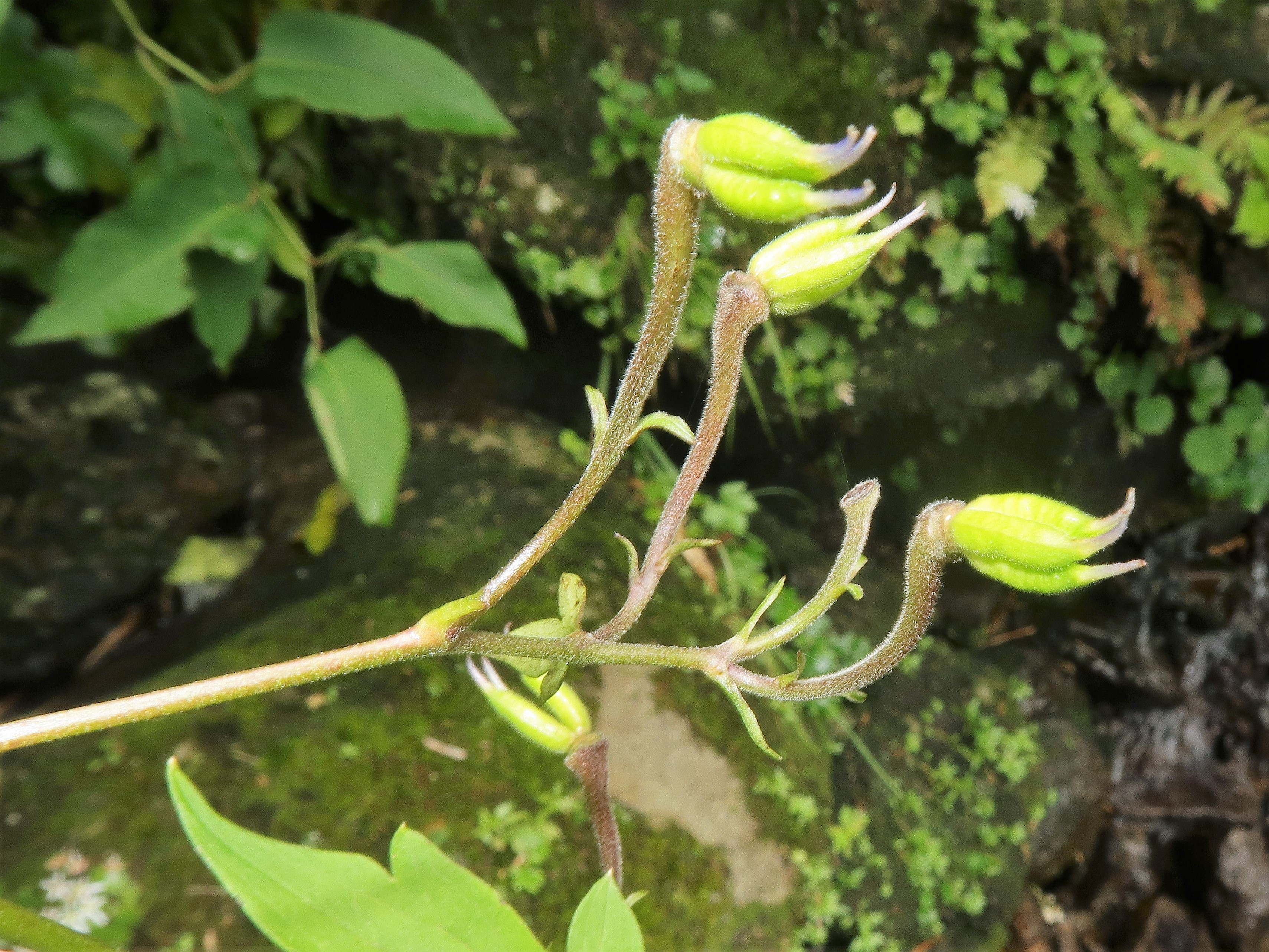
若い果実。果実は楕円形で袋果になり、この後、広角度に開く。
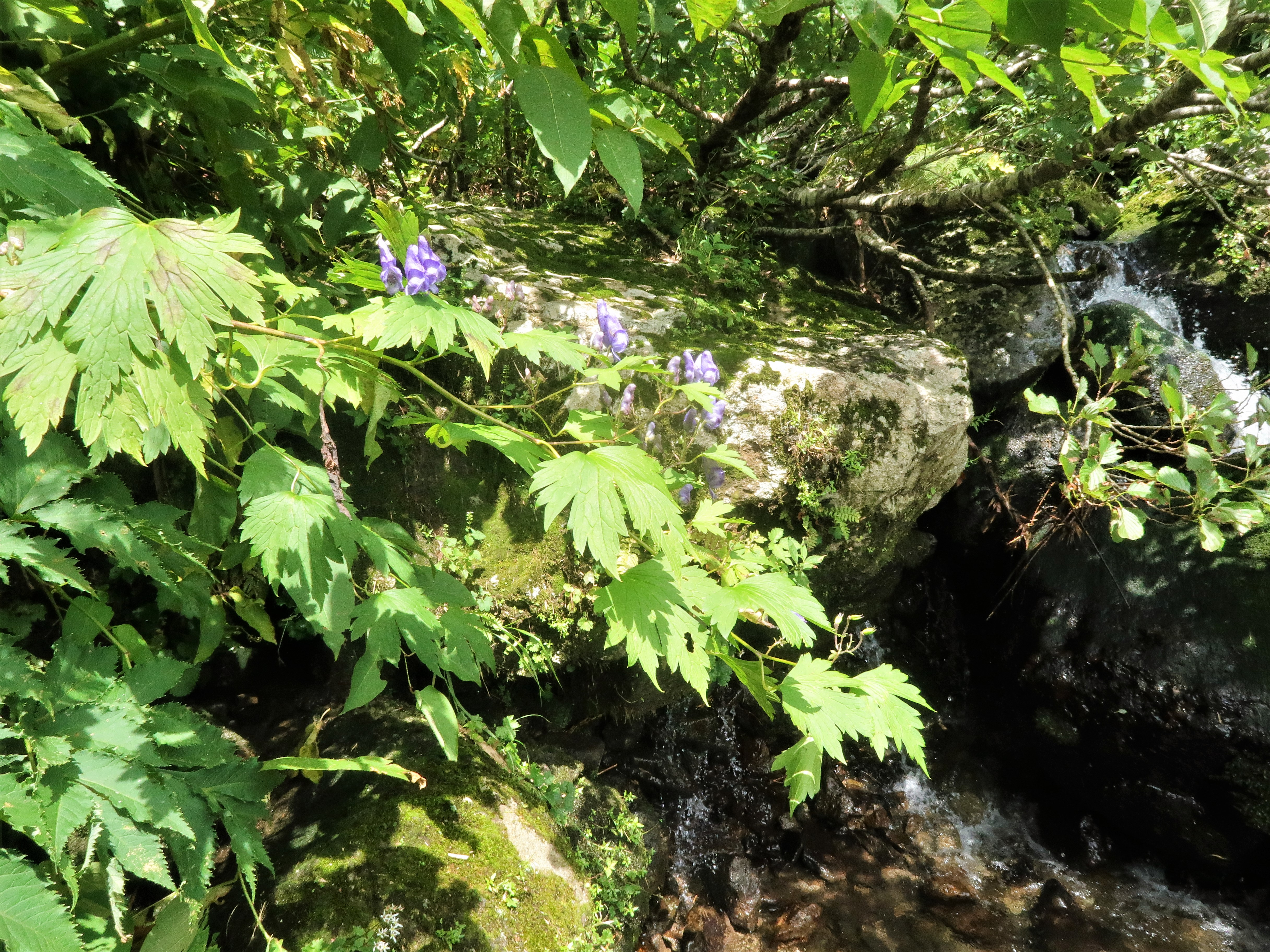
生育環境。増水すれば水がかかるような渓流沿いに生育する。